# Мен Тянь
Мен Тянь (蒙恬, невідомо — 210 до н. е.) — китайський військовик та винахідник часів династії Цінь, керівник будівництва Великого китайського муру.

## Життєпис
Про місце й дату народження Мен Тяня немає відомостей. Відомо, що він отримав добру військову підготовку. З часом став найулюбленішим полководцем імператора Цінь Шихуанді. Ймовірно, брав участь у війнах за об'єднання Китаю на боці останнього.
Пізніше, на Мен Тяня було покладено відповідальність за контроль спорудження Великого китайського муру. У 221 році до н. е. за наказом імператора він, разом з 300 000 осіб, рушив на північний кордон. Мало того що він мав об'єднати існуючі до цього окремі земляні вали у єдину систему військових споруд, заповнивши розриви між ними; Також слід було організувати зведення принципово нової споруди з каменю й цегли укомплектованої фортифікаційними укріпленнями. Значна частина муру мала проходити гірськими районами, доступ до яких був досить складним. В безпосередній близькості від муру, що зводився, Мен Тянь наказав створити по всій його довжині 34 бази, пов'язані з південними шляхами країни. Спорудження останніх було завершено у 213 році до н. е.
Водночас зі зведенням стіни, Мен Тянь займався прокладанням дороги з півночі на південь. Під його керівництвом було прокладено так званий «прямий шлях» завдовжки близько 800 000 м.
У 219 році до н. е імператор вирядив Мен Тяня в експедицію до островів Східного Моря.
У 215 році до н. е. він здійснив успішний похід проти хунну, захопивши Ордос. Більше того, ним було приєднано низку земель у сучасній Внутрішній Монголії де було встановлено демілітаризовану зону.
У 210 році до н. е. під час смерті імператора Цінь Шихуанді, Мен Тянь разом з принцом Фу Су був на півночі де охороняюв кордони імперії. Втім євнух — голова канцелярії Чжао Ґао, при підтримці свого соратника Лі Си, створили та надіслали їм підробку заповіту, згідно з яким Мен Тяню та Фу Су було наказано здійснити самогубство.

## Винаходи
Мен Тяню приписується винахід пензлика для письма. За одним із переказів, під час керування армією що охороняла північні кордони держави, він проїжджав місцевість Хоудянь, тоді-ж відрізав кілька волосин з хвоста коня і зробив перший пензлик. З цієї нагоди у Стародавньому Китаї Мен Тяня особливо шанували торгівці пензлями. 
Однак, під час епохи Юань навколо його особистості сформувався цілий культ. На честь Мен Тяня кожного 3-го числа 3-го місяця влаштовувалися торжества та поклоніння йому. 